# Geruzja
Geruzja, rada starszych (gr. γέρων „stary, starzec”) – w starożytnej Sparcie, główny organ władzy w oligarchii spartańskiej. W jej skład wchodziło dwóch królów oraz 28 starszych obywateli – gerontów. Byli oni wybrani przez Zgromadzenie Ludowe z grona obywateli powyżej 60. roku życia. Najczęściej należeli do warstwy najbogatszych. Swą funkcję sprawowali dożywotnio. Do ich zadań należało przygotowywanie pod przewodnictwem eforów uchwał głosowanych później na zgromadzeniu. W wielu ważnych sprawach rada pełniła też funkcje trybunału najwyższej instancji.